# Eugène Alfred Jacquemart
Pour les articles homonymes, voir Jacquemart.
Ne doit pas être confondu avec Henri-Alfred Jacquemart.
Eugène Alfred Jacquemart, parfois appelé Eugène Jacquemart ou Alfred Jacquemart, né le 2 octobre 1836 à La Neuville-aux-Tourneurs (Ardennes) (aujourd'hui Neuville-lez-Beaulieu) et mort le 4 mars 1894 au même lieu, est un homme politique français.

## Biographie
Professeur à Paris, il donne  de nombreuses conférences scientifiques. Militant républicain, il est nommé inspecteur de l'enseignement primaire en 1878.
Il est député des Ardennes de 1885 à 1893, inscrit au groupe de la Gauche radicale. Il est élu député au scrutin de liste en 1885 par les électeurs des Ardennes et réélu le 6 octobre 1889 au scrutin d’arrondissement comme député de Rocroi. Il est battu en 1893 au premier tour par Henri Dunaime,.

## Publications
On lui doit quelques ouvrages :
- Alfred Jacquemart, Algèbre pratique en 15 leçons : Livre du maître, Vve P. Larousse, 1886, 223 p.[2].
- Henri Mager et Alfred Jacquemart, Atlas colonial, Charles Bayle éditeur, 1890.
- Le Code manuel de la commune[2].